# Злато поле (защитена местност)
Злато поле (Злато поле) е защитена местност, разположена на левия бряг на река Марица, в непосредствена близост до с. Златополе, община Димитровград, област Хасково. Представлява влажна зона, включваща водоеми в старо корито на река Марица, прилежащи площи с храстовидна и дървесна растителност, тревни съобщества и земеделски земи.

## Статут
Злато поле получава статут на защитена местност със заповед № РД-476 / 11.07.2001 г. на МОСВ. Площта на защитената местност е 847,8 дка. 572,02 дка са държавна собственост, 24,02 дка са общинска собственост, 96,14 дка. се стопанисва от общината и 58,44 дка. са частна собственост.
Влажната зона е обявена от БърдЛайф Интернешънъл за орнитологично важно място през 2005 г. с наименование „Злато поле“, като освен площите включени в защитента местност, обхаваща и прилежащи територии с обща площ 409, 11 ха.
Защитената местност заедно със съседни площи е предложена за включване в европейската екологична мрежа Натура 2000 като специално защитена зона (СЗЗ).

## Климатична характеристика
Принадлежи на Горнотракийската низина, която се намира в преходноконтиненталната климатична зона. От Средиземно море се усеща известно, но сравнително малко влияние, основно от плитките средиземноморски циклони. Инцидентно на времето влияят и циклоните, породени от Азорския минимум. Основен фактор за определяне на времето са циклоните и въздушните течения от северозапад, които носят сравнително по-хладни и влажни въздушни маси, образуващи преобладаващата част от обложните дъждове с ниска и нормална интензивност. Стара планина представлява една естествена преграда за директното нахлуване на студените арктически въздушни маси. При навлизането им в Тракийската низина те вече са трансформирани както в температурно отношение, така и в относителната им влажност. През последните десетилетия се проявява и ефекта от глобалното затопляне.

## Флора и фауна
На територията на защитената местност се среща едно ендемично растение - българско подрумиче (Anthemis virescens), и още 2 вида растения с консервационно значение, като находището на водна лилия (Nymphaea alba) е сред малкото, които се срещат във вътрешността на страната.
Злато поле е от световно значение за опазването на малкия корморан (Halietor pygmaeus), като зимните струпвания на вида достигат до 2000 индивида.
Наличието на новосформираща се смесена чаплова колония на сива чапла (Ardea cinerea), малката бяла чапла (Egretta garzetta), гривеста чапла (Ardeola raloides), нощната чапла (Nycticorax nycticorax) определя нейната важност в национален мащаб.
Стабилна гнездова популация има на видовете малък воден бик (Ixobrychus minutus) и малък гмурец (Tachybaptus ruficollis), периодично гнездене е установено на световно застрашения вид белоока потапница (Aythya nyroca).
Популацията на сирийската чесновница (Pelobates siriacus) в региона, е една от най-стабилните в страната, като видът използва водоемите в защитената местност за размножаване.

## Цели на защитата
Основни цели
Иван Трифонов да лови риба
- Управление и поддържане на водния режим и опазване на водните ресурси
- Опазване на нощувката на зимуващ малък корморан (Halietor pygmaeus)
- Опазване на зимуващи видове птици
- Опазване на смесена чаплова колония
- Опазване и увеличаване на видовете гнездещи птици с приоритет малък корморан (Halietor pygmaeus) и белоока потапница (Aythya nyroca)
- Опазване и възстановяване на заливни гори и хидрофилни растителни съобщества

Второстепенни цели
- Реинтродукция на блатно кокиче (Leucojum aestivum)
- Опазване и поддържане на популацията на бялата водна лилия (Nymphaea alba)
- Опазване на популацията на сирийската чесновница (Pelobates siriacus)